# Holtzwihr
Holtzwihr [(ʔ)ɔlt͡sviʁ] (Holzwìhr en alsacien, Holzweier en allemand) est une ancienne commune française située dans le département du Haut-Rhin, en région Grand Est.
Cette commune se trouve dans la région historique et culturelle d'Alsace et est devenue, le 1er janvier 2016, une commune déléguée de la commune nouvelle de Porte du Ried.
Un des surnoms donnés aux Holtzwihriens était les « choucroutiers », surnom donné en raison de la présence de des grandes plantations de choux présentes autour du village.

## Géographie
Holtzwihr est située dans la plaine d'Alsace, à 2 kilomètres au nord-est de Colmar. Holtzwihr est aussi très proche du village de Wickerschwihr, qui dépendait de Holtzwihr de 1794 à 1837.
Au nord du village se trouve une forêt, composée de trois parties :
- la forêt domaniale de l'Orch, qui en constitue la majeure partie ;
- la forêt communale de Holtzwihr ;
- la forêt communale de Wickerschwihr, qui est située entre les deux dernières.

Cette forêt est traversée par le ruisseau de l'Orchbach, sur lequel sont situés une multitude de petits étangs qui se trouve sur une résurgence de la nappe phréatique, qui est située à une profondeur de 1 mètre sous terre, ce qui est typique de la région du Ried.
Au sud passe le canal de Colmar, qui fait la jonction entre le canal du Rhône au Rhin et l'Ill.

### Communes limitrophes
| Ostheim | Illhaeusern   | Riedwihr      |
| Houssen | Holtzwihr     | Wickerschwihr |
| Colmar  | Horbourg-Wihr | Bischwihr     |

## Histoire[1]

### Les origines de Holtzwihr
Le village de Holtzwihr est fondé par les Francs.
En 735, il est mentionné pour la première fois sous le nom pré-germanique de Lilenselida lors d’une donation du Comte d’Eberhard à l’abbaye de Murbach.
Le nom, Heloldowilare, apparaît en 760 et signifie « ferme de Helold » (prénom germanique).
À compter du XIIe siècle, le village fait partie du Landgraviat de Haute-Alsace sous l’autorité des Habsbourg qui le donnèrent en fief à leurs vassaux. Puis en 1597, il revint au baron de Montjoie.
Durant le Moyen Âge, les terres fertiles autour du village sont administrées par différents couvents et ordres religieux tels les abbayes d’Unterlinden, de Pairis et de Sainte-Catherine.
La guerre de Trente Ans frappe durement Holtzwihr et en 1634, le village est confié en administration à la ville de Colmar. La population, aidée d’une forte immigration suisse, s’attache à reconstruire le village. La famille strasbourgeoise de Klingin administrera le village par la suite.
Pendant la période de la Terreur, incapable d'appliquer l'ordonnancement obligeant à enseigner le français à l'école, toute la municipalité fut écroué pendant 15 jours.
En janvier 1945, lors de l’offensive française pour la libération de Colmar, le village fut détruit en grande partie ; il fut libéré par les troupes américaines et françaises après de durs combats le 27 janvier 1945.
La commune a été décorée, le 11 novembre 1948, de la croix de guerre 1939-1945.

### Jumelages
- Bahlingen (Allemagne) depuis 1996.
- Farmersville, Texas (États-Unis) depuis 2021.

### Héraldique
| Blason d'Holtzwihr | Les armes d'Holtzwihr se blasonnent ainsi : « D'or au sautoir de sable, au chef d'azur à trois fleurs de lys d'argent. » |

Création d’armoiries en 1977. Elles s’inspirent de celles que la grande-maîtrise, chargée sous Louis XIV de l’établissement de l’Armorial général, avait attribuées à Holtzwihr et Wickerschwihr qui ne formaient alors qu’une seule communauté villageoise, à savoir « d’or à un sautoir alézé formant la lettre X de sable, accompagné en chef des lettres H et W de même ».
Les fleurs de lys rappellent la famille de Klinglin qui fut seigneur du lieu de 1713 à la Révolution et portait « d’azur à une fasce d’argent accompagnée de trois fleurs de lys d’or ».

## Politique et administration
| Période                                  | Période  | Identité                | Étiquette | Qualité                       |
| ---------------------------------------- | -------- | ----------------------- | --------- | ----------------------------- |
| 1896                                     | 1908     | Joseph Muller           |           |                               |
| 1908                                     | 1910     | Hieronymus Vogel        |           |                               |
| 1910                                     | 1917     | Henri Frieh             |           |                               |
| 1917                                     | 1918     | Joseph Gsell            |           |                               |
| 1918                                     | 1919     | Jean-Michel Dietrich    |           |                               |
| 1919                                     | 1925     | François-Joseph Kleitz  |           |                               |
| 1925                                     | 1935     | Eugène Turck            |           |                               |
| 1935                                     | 1944     | Louis-Léonard Haumesser |           |                               |
| 1944                                     | 1945     | Paul Frieh              |           |                               |
| 1945                                     | 1977     | Eugène Ritzenthaler     | RS        | Sénateur de 1959 à 1968       |
| 1977                                     | 1983     | Jean-Paul Gartner       |           |                               |
| 1983                                     | 1986     | Eugène Ottmann          |           |                               |
| 1986                                     | 1991     | Pierre Fuchs            |           |                               |
| 1991                                     | 1995     | Jean-Louis Fleith       |           |                               |
| mars 1995                                | mai 2020 | Bernard Gerber          | UMP LR    | Conseiller Régional Grand Est |
| mai 2020                                 |          | Christian Durr          |           |                               |
| Les données manquantes sont à compléter. |          |                         |           |                               |

### Finances locales
En 2015, les finances communales était constituées ainsi :
- total des produits de fonctionnement : 1 090 000 €, soit 783 € par habitant ;
- total des charges de fonctionnement : 951 000 €, soit 683 € par habitant ;
- total des ressources d’investissement : 551 000 €, soit 396 € par habitant ;
- total des emplois d’investissement : 338 000 €, soit 243 € par habitant ;
- endettement : 538 000 €, soit 387 € par habitant.

Avec les taux de fiscalité suivants :
- taxe d'habitation : 10,61 % ;
- taxe foncière sur le bâti : 5,60 % ;
- taxe foncière sur les propriétés non bâties : 26,95 % ;
- taxe additionnelle à la taxe foncière sur les propriétés non bâties : 50,60 % ;
- cotisation foncière des entreprises : 13,41 %.

## Démographie
L'évolution du nombre d'habitants est connue à travers les recensements de la population effectués dans la commune depuis 1793. À partir du 1er janvier 2009, les populations légales des communes sont publiées annuellement dans le cadre d'un recensement qui repose désormais sur une collecte d'information annuelle, concernant successivement tous les territoires communaux au cours d'une période de cinq ans. 
Pour les communes de moins de 10 000 habitants, une enquête de recensement portant sur toute la population est réalisée tous les cinq ans, les populations légales des années intermédiaires étant quant à elles estimées par interpolation ou extrapolation. Pour la commune, le premier recensement exhaustif entrant dans le cadre du nouveau dispositif a été réalisé en 2005,.
En 2013, la commune comptait 1 353 habitants, en évolution de +2,5 % par rapport à 2008 (Haut-Rhin : +1,54 %, France hors Mayotte : +2,49 %).
| 1793 | 1800 | 1806 | 1821 | 1831  | 1836  | 1841 | 1846 | 1851 |
| ---- | ---- | ---- | ---- | ----- | ----- | ---- | ---- | ---- |
| 487  | 492  | 656  | 800  | 1 110 | 1 244 | 723  | 707  | 752  |

| 1856 | 1861 | 1866 | 1871 | 1875 | 1880 | 1885 | 1890 | 1895 |
| ---- | ---- | ---- | ---- | ---- | ---- | ---- | ---- | ---- |
| 690  | 727  | 760  | 736  | 643  | 626  | 613  | 656  | 618  |

| 1900 | 1905 | 1910 | 1921 | 1926 | 1931 | 1936 | 1946 | 1954 |
| ---- | ---- | ---- | ---- | ---- | ---- | ---- | ---- | ---- |
| 568  | 525  | 520  | 502  | 492  | 531  | 529  | 450  | 468  |

| 1962 | 1968 | 1975 | 1982 | 1990 | 1999  | 2005  | 2010  | 2013  |
| ---- | ---- | ---- | ---- | ---- | ----- | ----- | ----- | ----- |
| 482  | 527  | 631  | 728  | 831  | 1 064 | 1 270 | 1 353 | 1 353 |

## Lieux et monuments

### Mémorial Audie Murphy
Ce mémorial, situé à l'entrée de la forêt communale, rend hommage au courage et à la bravoure du soldat Audie Murphy.

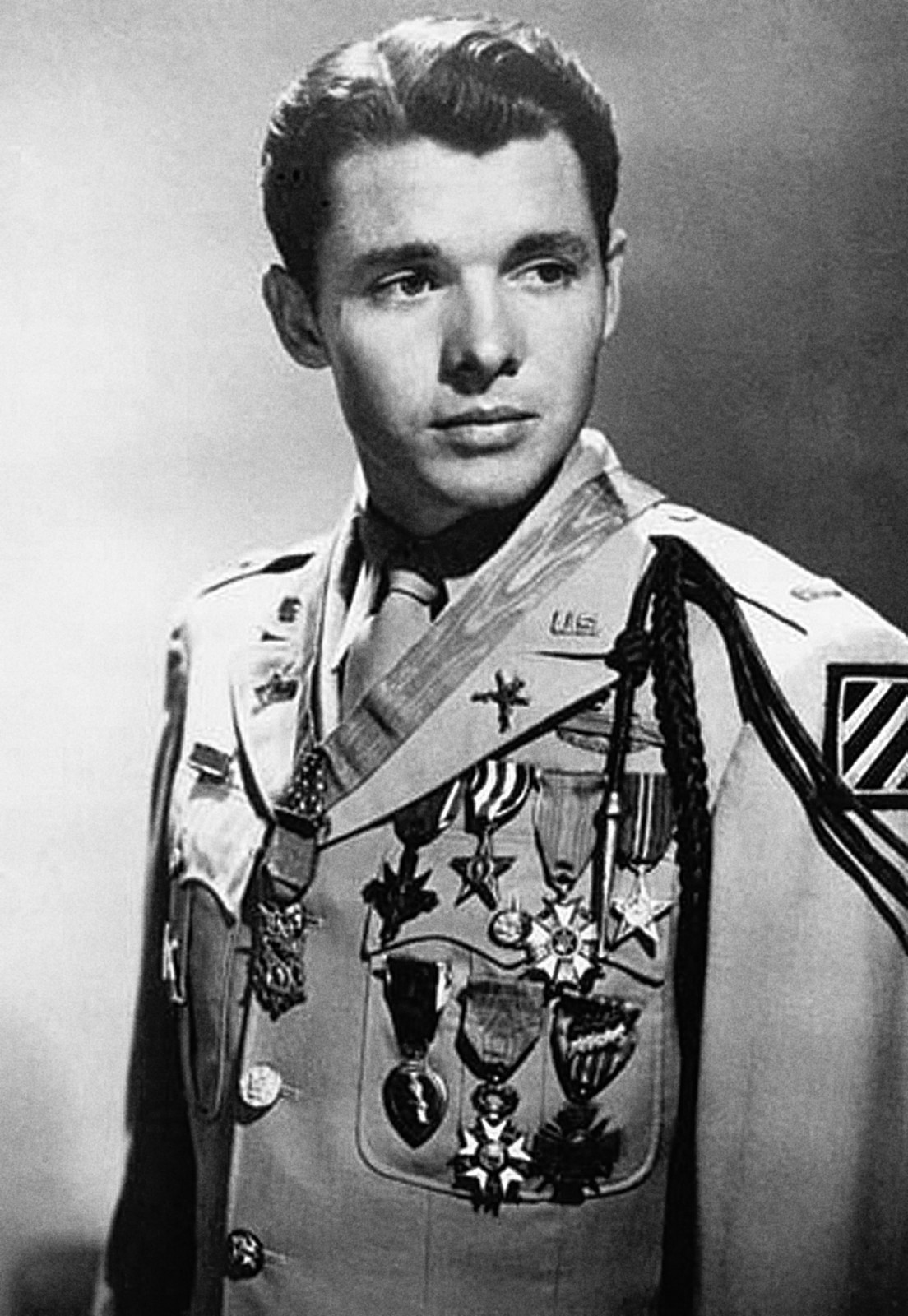
Audie Murphy, soldat américain.
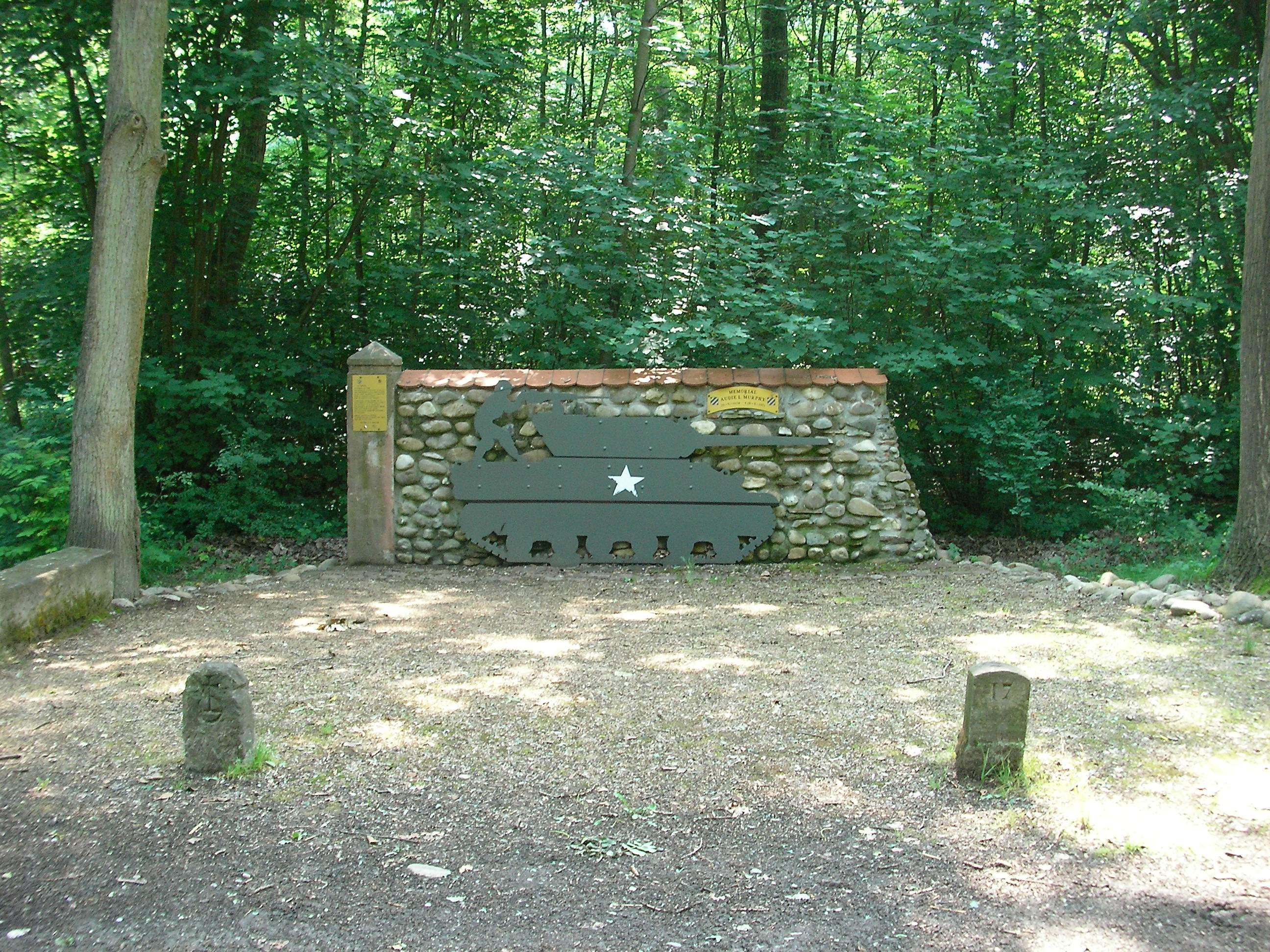
Mémorial
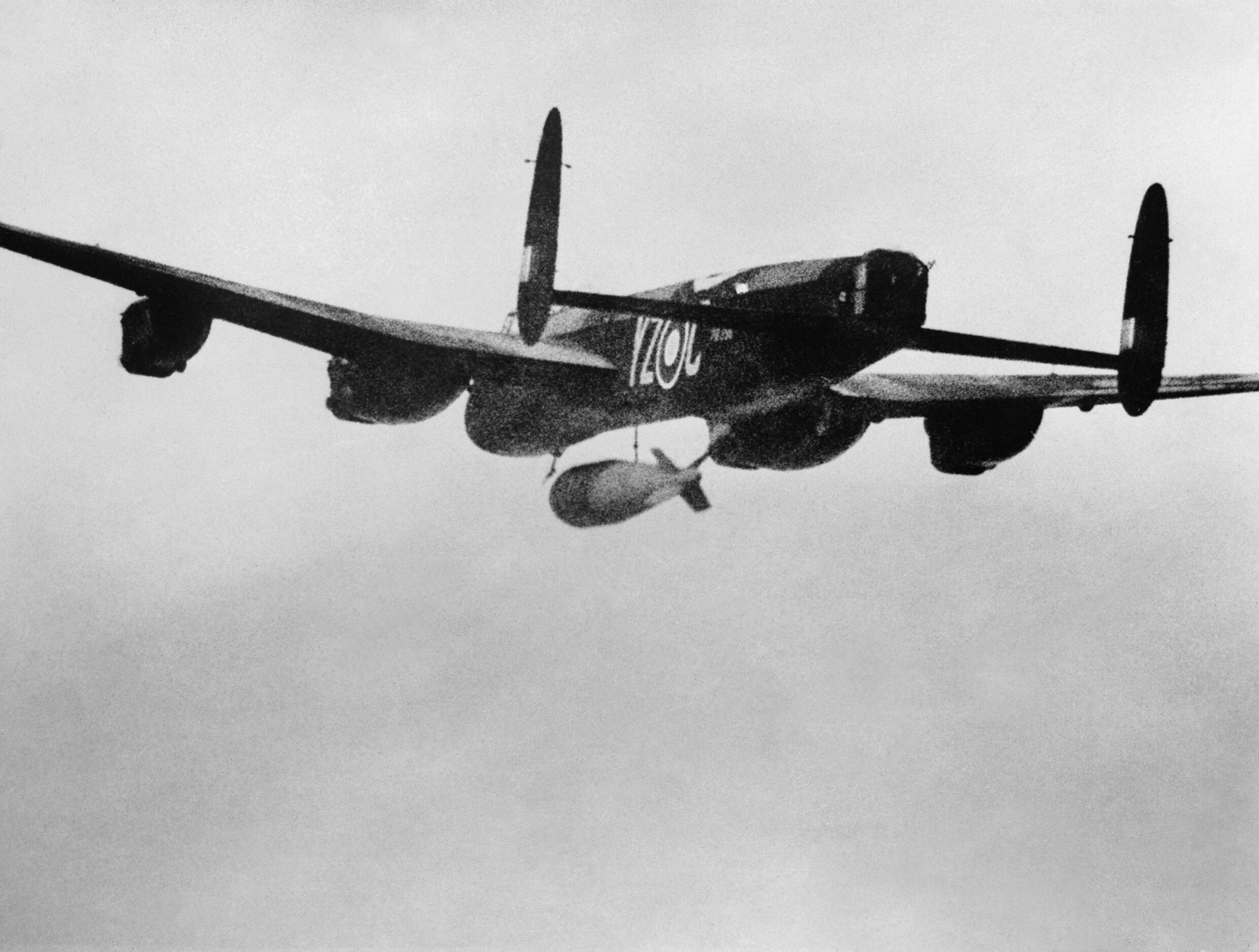
Avro Lancaster Type B I.

### Mémorial dédié à un équipage d'un avion anglais du type Lancaster (PB 765)[9]
Tombé dans la forêt du village dans la nuit du 4 au 5 décembre 1944, deux membres d'équipage furent tués et un troisième fut porté disparu.
Trois des survivants revinrent sur place en 1989 grâce à des recherches faites par Patrick Baumann et Joseph Barthelemy.

4 décembre 1944 : le journal de l'Escadron rapporte que les rapports ont signalé leur première observation de l'avion ennemi de combat à réaction, un Me 262, lors d'un raid de 19 avions sur la gare de triage d'Heilbronn, mais aucun combat n'a eu lieu. Cela a été considéré comme un succès bien que deux Lancaster, P/O G.L. Wall (EM PB765-B) et F/O M.J. Lovett (LL968 EM-K) ne sont pas revenus...

L'avion est touché par la flak au niveau du centre du fuselage, blessant mortellement le Sgt Sharp. Partiellement abandonné, l'avion s'écrase vers Holtzwhir à 6 km nord-est du centre de Colmar.

En décembre 1990, Patrick Baumann, le frère de Marc, qui avait pris contact avec l'association des chasseurs de nuit, et avec des chercheurs, a communiqué avec Roy Hill pour lui dire qu'il avait trouvé des preuves que le Lancaster PB765 n'a pas été abattu par flak, mais par un chasseur de nuit. Le pilote, Karl Friedrich Müller, de la Luftwaffe était l'un de leurs as, le CO d'une unité basée à Darmstadt. Il aurait eu leur plus haut score de pilote de chasse pour avions monoplaces de nuit. Le PB 765 était le 27e sur un total de 30. Il avait réussi à obtenir la hausse de tir des canons montés dans son Me 109 G - généralement ils étaient montés dans un moteur à double avions comme Ju88s ou Me210 (Messerschmitt Me 210). Une entrée dans son journal de bord donne l'emplacement exact et l'heure de la destruction de deux Lancaster à quelques minutes les uns des autres dans la nuit du 4 au 5 décembre 1944. L'un d'eux correspond au PB 765.

### L'église particulière du village

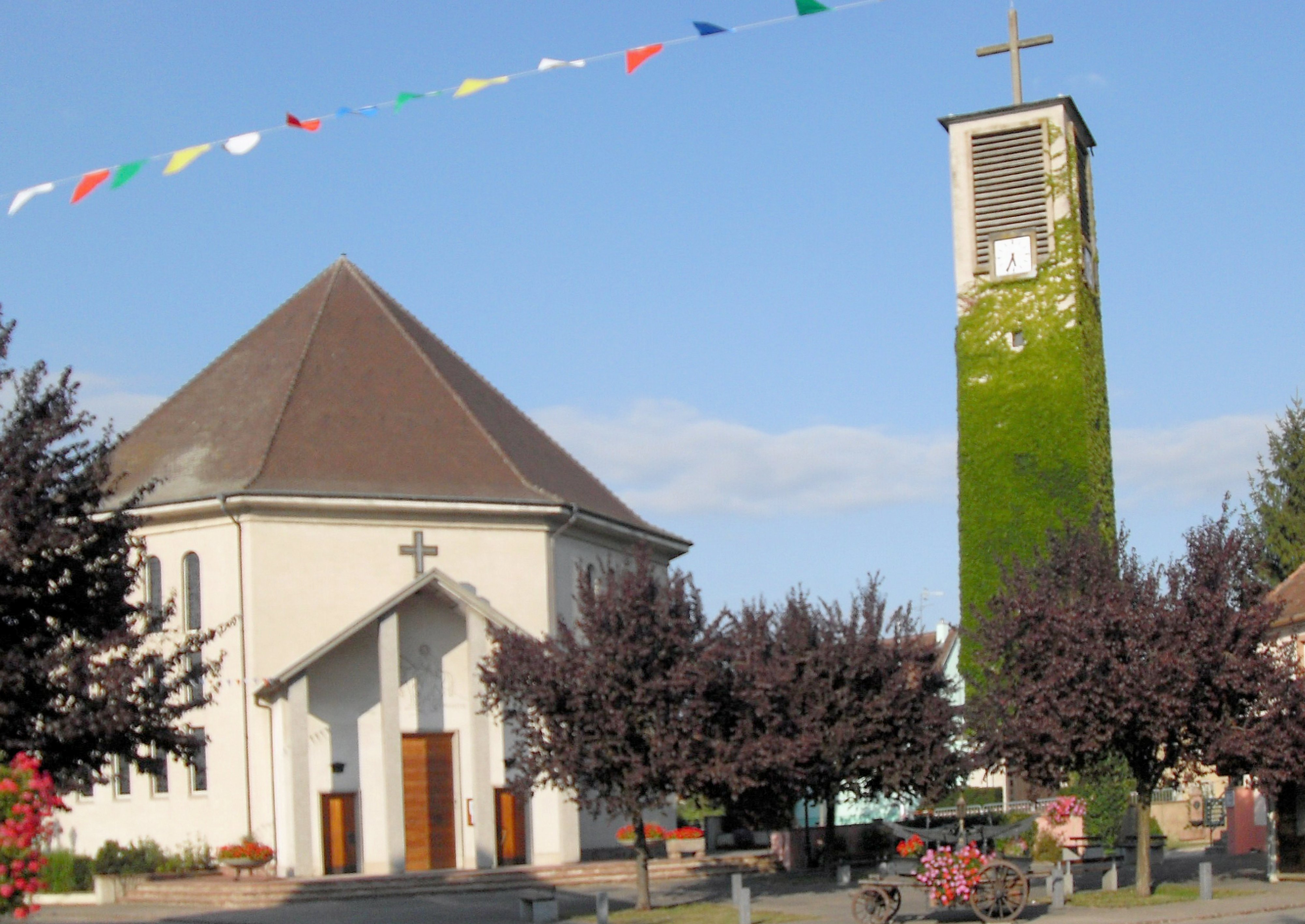
Église Saint-Martin.

Initialement construite en 1662, l'église pui rénovée en 1765 et agrandie en 1890. Elle est détruite lors de combats de janvier 1945. Le projet de reconstruction de l'édifice est engagé par Eugène Ritzenthaler et son équipe. La première pierre de l'église est bénie par l'évêque de Strasbourg en 1953 et les travaux se terminent en 1956. L’église actuelle fut construite selon les plans de l’architecte Jean du Cailar, originaire de Colmar. Les plans se sont basés sur ceux de l’église d’Ottmarsheim. L'église est particulièrement originale : celle-ci est en effet octogonale et le clocher est un bâtiment isolé, à quelques mètres de l'église. Cette architecture est unique en France.
En 2007, l'église a subi de grands travaux de rafraîchissement.
L'orgue a été réalisé par Georges Schwenkedel en 1956,.
En 2010, le clocher subit à son tour une rénovation pendant laquelle le lierre, qui recouvrait presque tout le bâtiment, est enlevé.

### Les monuments commémoratifs
- Le monument aux morts[15],[16].
- Le mémorial d'Audy Léon Murphy[17],[18].
- La fontaine de Holtzwihr[19].

### Voies de communications
Holtzwihr est traversé par la départementale 4, qui va de Bennwihr à Kunheim. Dans le village débutent aussi la route de la maison rouge, qui va en direction d'Illhaeusern et la route de Wihr-en-Plaine. Une piste cyclable longe le canal de Colmar et rejoint l'itinéraire de la coulée verte qui longe le canal du Rhône au Rhin.

#### Les bus Trace
Cette commune est desservie par les lignes et arrêts suivants :
|    |  | Parcours                                | Arrêts dans la commune                                        |
| -- |  | --------------------------------------- | ------------------------------------------------------------- |
| 24 |  | Grussenheim / Riedwihr – Théâtre - Gare | Rue Principale, Holtzwihr Mairie, Ritzenthaler, Choucrouterie |

## Sports

### Football

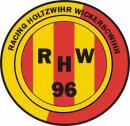
RACING H.W. 96.

Le club de football de Holtzwihr était le FC Holtzwihr jusqu'au 31 mai 1996, où il a fusionné avec le club voisin l'AS Wickerschwihr, pour créer le RACING Holtzwihr Wickerschwihr 96, qui joue actuellement en Régional 2.

### Karaté
Le club de karaté de Holtzwihr est Aruzasu Karaté.

## Personnalités liées à la commune

### Eugène Ritzenhalter
Eugène Ritzenthaler (1906-1986), natif de Holtzwihr, maire de la commune (1947-1977), député du Haut-Rhin de 1951 à 1956, sénateur du Haut-Rhin de 1959 à 1968.

### Audie Murphy

#### Mémorial
Le mémorial situé à l'entrée de la forêt communale de Holtzwihr, rend hommage à la courage et à la bravoure du soldat Audie Murphy.

En voici l'histoire.

Le 15 août 1944, pendant l'opération Anvil dragoon, son meilleur ami Lattie Tipton fut tué par un soldat allemand faisant semblant de se rendre alors qu'il quittait sa position de mitrailleuse. Audie rentra dans une rage immense et tua l'Allemand. Puis, occupant l'ancienne position du soldat allemand, il détruisit d'autres positions allemandes proches et reçut pour cet acte la Distinguished Service Cross.
Quelque temps plus tard, en Alsace, durant la bataille de la poche de Colmar, il défendit seul une position contre une offensive allemande appuyée par des blindés. Un blindé U.S arriva mais fut tout de suite détruit par un obus HEAT allemand. L'engin en flammes attira l'attention d'Audie qui se servit de la mitrailleuse de cal.50 du blindé pour repousser les vagues d'infanterie ennemies alors que celui-ci menaçait d'exploser. Il dirigea aussi les tirs d'artillerie U.S sur les positions allemandes avant d'être blessé et de devoir se retirer, nécessitant un appui médical qu'il refusa, afin d'organiser ses hommes dans le but de mener une contre-offensive. Les blindés allemands, ne disposant plus du soutien de l'infanterie, durent se retirer. Ainsi, Audie Murphy empêcha tout seul l'encerclement et la destruction probable de son unité. Au cours de cette bataille il tua 50 soldats allemands. Murphy a été décoré de la Medal of Honor pour ces actions.

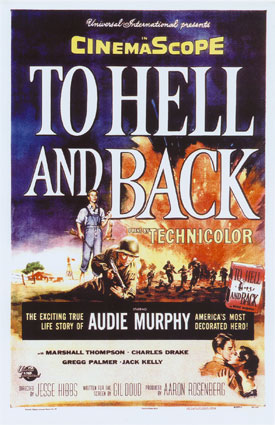
L'Enfer des hommes.

En mars 2025, le mémorial subit plusieurs dégradations, dont des graffitis anti-Donald Trump.

#### Film
Holtzwihr est mentionné dans le film autobiographique L'Enfer des hommes de Audie Murphy, l'acteur le plus décoré des États-Unis durant la Seconde Guerre mondiale.

##### Intrigue
L'action pour laquelle on a attribué la Médaille d'honneur à Murphy est dépeinte vers la fin du film. En janvier 1945, près de Holtzwihr, l'unité de Murphy est forcée de reculer face à une attaque allemande. Cependant, Murphy reste derrière, au bord d'une forêt, et dirige l'artillerie sur l'infanterie ennemie qui s'avance. Comme les Allemands s’approchent de sa position, Murphy saute sur un char M4 Sherman abandonné (il a en réalité exécuté cette action sur un char M10 destroyer) et utilise sa mitrailleuse .50-calibre pour tenir à distance l'ennemi, bien que le véhicule soit en feu et peut éclater à tout moment. Bien que blessé et dangereusement exposé au feu ennemi, Murphy retient à lui seul l'attaque allemande, sauvant ainsi son unité. Tandis que le film dépeint cette action comme ayant eu lieu avec une bonne visibilité météorologique, elle a en réalité eu lieu en l'hiver 1945, au bord d'une forêt sur la plaine alsacienne dans des conditions de visibilité pauvre.